# 又野尚
又野 尚（またの なお）は、日本の漫画家、ママ友評論家。大阪府出身、首都圏在住。

## 来歴
『ママ友のオキテ。』や『ママ友のホンネ。』を発表し、メディアから注目を集める。ママ友評論家としてテレビ番組に出演。

## 作風
一男一女の母で、ママ友の数は100人を超え、日々ママ友ネタが集まってくる。そのため「ママ友グループをひと目見れば、誰がボスかがすぐにわかる」という。その経験を活かし、「ママ友に関する実録エピソード」を描くことが特徴。ライトな絵柄で濃厚なエピソードを描く。漫画評論家の紙屋高雪は『ママ友のオキテ。』について、「『よりぬき発言小町・子育て編』といえるくらい下品」だが、「堀田かつひこのようにあげつらうべき対象を徹底した他者（バタリアン＝化け物・ゾンビ）とはとらえない」「取材対象のうんざりするような細部に入り込んでそれをとらえる目が確かである」と評している。

## 作品リスト

### 漫画作品
- 社内の噂 -本当にあったOLレポート
- 中古マイホーム完全迷走ガイド
- ママ友のオキテ。
- ママ友のホンネ。
- 働く女のオキテ。給湯室はOLの戦場
- ママ友のサダメ。
- ママ友たちの憂鬱な事件簿
- サイコなご近所さん

### 書籍
- 『社内の噂 1 -本当にあったOLレポート』竹書房〈バンブーコミックス〉、2002年12月16日発売、ISBN 4-8124-5716-5
- 『中古マイホーム完全迷走ガイド』ぶんか社、2009年7月1日発売、ISBN 978-4-8211-8857-4
- 『ママ友のオキテ。』ぶんか社、2011年8月2日発売[6]、ISBN 978-4-8211-4327-6
- 『ママ友のホンネ。』ぶんか社、2012年8月2日発売[7]、ISBN 978-4-8211-4343-6
- 『働く女のオキテ。給湯室はOLの戦場』ぶんか社、2012年12月3日発売[3]、ISBN 978-4-8211-4347-4
- 『ママ友のサダメ。』ぶんか社、2014年4月1日発売[8]、ISBN 978-4-8211-4379-5
- 『ママ友たちの憂鬱な事件簿』ぶんか社、2016年5月16日発売[9]、ISBN 978-4-8211-4437-2